# Großsteingrab Store Hareskov/Afd.164
Das Großsteingrab Store Hareskov/Afd.164 ist eine megalithische Grabanlage der jungsteinzeitlichen Nordgruppe der Trichterbecherkultur im Kirchspiel Gladsaxe in der dänischen Kommune Gladsaxe. Es wurde 1936 und 1969 archäologisch untersucht.

## Lage
Das Grab liegt am Südostrand des Waldgebiets Store Hareskov zwischen der Bahnstrecke und dem Frederiksborgvej.

## Forschungsgeschichte
1936 erfolgte eine archäologische Grabung unter Leitung von Carl Johan Becker. Im Jahr 1938 führten Mitarbeiter des Dänischen Nationalmuseums eine Dokumentation der Fundstelle durch. 1969 erfolgte eine private Ausgrabung.

## Beschreibung

### Architektur
Die Anlage besitzt eine nordwest-südöstlich orientierte Hügelschüttung mit einer Länge von 55 m, einer Breite von 8 m und einer Höhe von 2 m. Von der Umfassung sind vier stehende und ein umgekippter Stein an der nordöstlichen Langseite und zwei Steine an der südwestlichen Langseite erhalten.
18 m vom südöstlichen Ende des Hügels entfernt befindet sich eine Grabkammer, die als Urdolmen anzusprechen ist. Sie ist nordwest-südöstlich orientiert und hat einen rechteckigen Grundriss. Sie hat eine Länge von 1,6 m, eine Breite von 1,1 m und eine Höhe von 1,1 m. Die Kammer besteht aus vier gleich hohen, nach innen geneigten Wandsteinen, auf denen ein Deckstein ruht. Der Kammerboden weist ein Pflaster auf. Darüber befindet sich eine Schicht aus verbranntem Feuerstein. An den Außenseiten der Kammer wurde ein Mantel aus handgroßen Steinen festgestellt.
Der Hügel enthielt eine sekundäre Brandgrube aus der Eisenzeit.

### Funde
Die Grabung Beckers erbrachte keine Funde. Bei der Grabung von 1969 wurden die Reste einer Urne gefunden und dem Dänischen Nationalmuseum übergeben.